# Grand-Place (entreprise)
 (juin 2021).
Si vous disposez d'ouvrages ou d'articles de référence ou si vous connaissez des sites web de qualité traitant du thème abordé ici, merci de compléter l'article en donnant les références utiles à sa vérifiabilité et en les liant à la section « Notes et références ».
Pour les articles homonymes, voir Grand-Place (homonymie).
Grand-Place est un fabricant de chocolat belge proposant une gamme de chocolats de couverture, de végécao et de decorations aux professionnels du chocolat (industriels, hôtels, restaurants, boulangeries, pâtisseries et chocolatiers). L’entreprise a été créée à Bruxelles en 1985 par Gricha Safarian. 

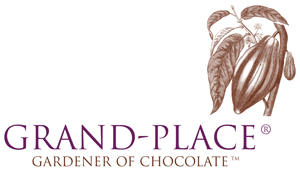
Grand-Place Logo

La société Grand-Place est aujourd’hui de dimension internationale avec 3 sites de production (en Belgique, au Japon et au Vietnam), 2 bureaux de représentation (États-Unis et Cambodge) et plusieurs distributeurs en Asie et sur le continent Américain.

## Historique
- 1985 : Création de la marque Grand-Place en Belgique par Gricha Safarian
- 1991 : Ouverture de l’usine de pralines Grand-Place au Japon (Narita)
- 1993 : Première visite au Vietnam
- 1994 : Ouverture d’un bureau de représentation Grand-Place au Vietnam
- 1997 : Production de chocolat au Vietnam à petite échelle
- 1999 : Le groupe Grand-Place investit dans OCG Cocoa
- 1999 : Ouverture du premier bureau de ventes américain à San Francisco.
- 2001 : Investissement dans la première usine Grand-Place au Vietnam
- 2002 : Grand-Place est distribué au Canada
- 2007 : Ouverture du deuxième bureau de ventes américain sur la Côte Est.
- 2008 : Investissement et coopération avec les producteurs de cacao au Vietnam
- 2009 : Inauguration de la nouvelle usine Grand-Place au Vietnam
- 2009 : Grand-Place ouvre un bureau de ventes au Cambodge